# Dia de África

O Dia da África (anteriormente chamado Dia da Liberdade de África e Dia da Libertação de África) é a comemoração anual da fundação da Organização da Unidade Africana (OUA), hoje conhecida como União Africana, a 25 de maio de 1963. É comemorado em vários países do continente africano, assim como em todo o mundo.

## Fundo
O Primeiro Congresso dos Estados Africanos Independentes realizou-se em Acra, no Gana, a 15 de abril de 1958. Foi convocado pelo Primeiro-Ministro do Gana Dr. Kwame Nkrumah, sendo composto por representantes do Egipto, então parte integrante da República Árabe Unida, Etiópia, Gana, Libéria, Líbia, Marrocos, Sudão, Tunísia e a União Popular dos Camarões. A União da África do Sul não foi convidada. A conferência apresentou o progresso dos movimentos de libertação no continente africano, simbolizando também a determinação dos povos da África para libertar-se do domínio e exploração estrangeiros. Embora o Congresso Pan-Africano estivesse trabalhando em direção a objectivos semelhantes, desde a sua fundação, em 1900, esta foi a primeira vez que uma reunião deste género teve lugar em solo Africano.
A Conferência apelou para a instituição de um Dia Africano da Liberdade, um dia que "...a marcasse a cada ano o progresso contínuo do movimento de libertação, e que simbolizasse a determinação dos povos de África, para libertar-se do domínio e exploração estrangeiros."
A conferência foi notável por ter criado a base para as reuniões subsequentes de chefes de estado e de governo africanos, na era do Grupo de Casablanca e do Grupo de Monróvia, até à formação da OUA em 1963.[carece de fontes?]

## História
Cinco anos após o Primeiro Congresso, a 25 de maio de 1963, representantes de trinta países africanos reuniram-se em Adis Abeba, na Etiópia, tendo por anfitrião o Imperador Haile Selassie. Mais de dois terços do continente havia já obtido então a independência, sobretudo dos estados imperiais europeus. Neste encontro, a Organização da Unidade Africana foi fundada, com o objectivo inicial de incentivar a descolonização de Angola, Moçambique, África do Sul e Rodésia do Sul. A organização comprometeu-se a apoiar o trabalho realizado por combatentes da liberdade, e remover o acesso militar às nações coloniais. Foi estabelecido uma carta de princípios que procurou melhorar os padrões de vida entre os estados-membros. Selassie exclamou: "Possa esta convenção da união durar mil anos."
A carta foi assinada por todos os participantes no dia 26 de maio, com a excepção de Marrocos. Nessa reunião, O Dia da Liberdade de África foi renomeado Dia da Libertação de África. Em 2002, a OUA foi substituída pela União Africana. No entanto, a celebração, renomeada como Dia de África continuou a ser comemorada a 25 de maio, por respeito à formação da OUA.

## Celebrações contemporâneas
O Dia de África continua a ser celebrado tanto em África, como no resto do mundo, sobretudo a 25 de maio. No entanto, em alguns casos as celebrações podem ser estendidas por dias ou semanas. Os temas são definidos para cada ano. Em 2015, o tema foi o "Ano do Empoderamento das Mulheres e o Desenvolvimento em direcção à Agenda de África 2063".
No mesmo ano, num evento em Nova Iorque, o Vice-Secretário-Geral das Nações Unidas, Jan Eliasson, entregou uma mensagem do Secretário-Geral Ban Ki-moon, com as palavras: "Vamos... intensificar os nossos esforços para fornecer às mulheres africanas melhor acesso à educação, trabalho e saúde e, com isso, acelerar a transformação de África".